# Indian Union Muslim League
Indian Union Muslim League är ett politiskt parti i Indien. Partiets främsta bas är i norra Kerala, där partiet är den ledande politiska kraften på många håll.

## Partiets historia

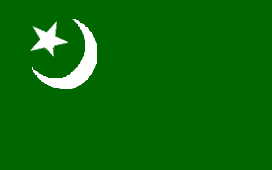
IUML:s partifana

Partiet har rötter tillbaka till Jinnahs Muslim League. IUML grundades 10 mars 1948. IUML utger sig för att vara de indiska muslimernas politiska organisation, trots att bara en bråkdel av landets muslimer stödjer partiet.
Partiet deltog i störtandet av den första kommunistiska regeringen i Kerala 1959. 1960 bildades en trepartikoalition mellan Kongresspartiet, Praja Socialist Party och IUML, en regering som dock inte blev långvarig. I valet i Kerala 1967 hade partiet gått med i den enhetsfront som leddes av Communist Party of India (Marxist), där även Communist Party of India, Revolutionary Socialist Party, Karshaka Thozhilali Party (Bonde- och Arbetarpartiet), Kerala Socialist Party och Samyukta Socialist Party ingick. Muslim League hade två ministerposter i den regeringen. 1969 hoppade dock Muslim League av den CPI(M)-ledda regeringen och var med och bildade en regering med Communist Party of India-ledaren Achutha Menon som chefsminister, tillsammans med CPI, RSP, KSP och Kerala Congress.
Efter valet 1970 blev Menon chefsminister för andra gången. Medlemmar i regeringskoalitionen var Kongresspartiet, IUML, RSP och PSP. Menonregeringen varade ända fram till 1977, eftersom valen sköts upp under Indira Gandhis undantagstillståndsperiod 1975-77. I kaoset som följe efteråt innehade IUML:s ledare C.H. Mohammed Koya chefsministerposter under en kort period 1978.

## Söndring inför valet 1980
När två politiska fronter, United Democratic Front och Left Democratic Front, kristalliserades i Kerala inför valet 1980, kom två olika falanger av IUML att hamna i olika läger. Utbrytarna All India Muslim League gick med i LDF och Indian Union Muslim League gick med i UDF. De två grupperingarna återförenades i augusti 1985 under partinamnet IUML och som medlemmar i UDF.
1987 lämnade IUML UDF under ett tag.

## IUML splittras - och återförenas
Efter att Babrimoskén i Ayodhya förstörts 1992 splittrades IUML. Kongresspartiet som då innehade regeringsmakten i Uttar Pradesh ansågs som medskyldiga till förstörelsen och IUML ville bryta de politiska banden. Men Keralaavdelningen ville fortsätta samarbetet med Kongresspartiet i Kerala (de satt då i en UDF-regering i delstaten). Således separerades Muslim League Kerala State Committee från IUML. Keralaavdelningen återförenades dock flera år senare med IUML. Eftersom Keralaavdelningen lyckades vinna erkänning som delstatsparti så använder även det återförenade IUML beteckningen "Muslim League Kerala State Committee" vid val (även utanför Kerala), något som ibland förvillar.

## Organisationsstrukturen i stort
Partiets ungdomsförbund heter Muslim Youth League och deras studentförbund heter Muslim Students Federation. I Kerala har partiet en egen facklig organisation, Swatantra Thozhilali Union  (S.T.U., Oberoende Arbetarförbundet), och ett bondeförbund, Swathanthra Karshaka Sangam (Oberoende Bondeförbundet).

## Partiets ställning idag
Partiet ingår idag i United Progressive Alliance-regeringen och partisekreteraren E. Ahmed är minister i centralregeringen. 
I Kerala ingår partiet i United Democratic Front-regeringen.
Förutom Keralaavdelningen så har partiet också utvecklat visst inflytande i Tamil Nadu. I Tamil Nadu ingår partiet i Democratic Progressive Alliance.
I valet till Lok Sabha 2004 vann partiet två mandat, E. Ahmed från Kerala och K.M. Kader Mohideen från Tamil Nadu (vald som Dravida Munnetra Kazhagam-kandidat från Vellore).